# Clasificación climática de Budyko
Clasificación climática de Budyko - La clasificación climática que Mikhail Budyko propone en 1956 está basada en el balance de energía, que se sustancia en la sequedad de la atmósfera. Es una clasificación bastante sencilla, y medianamente difundida. 
Para establecer los criterios del clima usa el índice racional de sequedad (Id), que calcula así:{\displaystyle Id={\frac {Rn}{(L\cdot {r})}}}
donde:Rn es la radiación neta disponible para la evaporación de una superficie húmeda (considerando un albedo de 0,18), L es el calor latente de evaporación y r es la precipitación media anual.Si el Id es inferior a 1 estamos ante un clima húmedo, si es superior ante un clima seco. 
Budyko establece, de esta manera cinco tipos climáticos.
1. Desierto Id superior a 3
2. Semidesierto Id entre 2 y 3
3. Estepa Id entre 1 y 2
4. Bosque Id entre 0,33 y 1
5. Tundra Id inferior a 0,33

### Otras clasificaciones climáticas
- Clasificación climática de Köppen
- Clasificación climática de Thornthwaite
- Clasificación climática de Flohn

- Datos: Q5771456